# Jasło
Jasło (německy Jassel) je okresní město v jihovýchodním Polsku v Podkarpatském vojvodství. Leží v srdci oblasti Doły Jasielsko Sanockie, na soutoku řek Ropa, Jasiołka a Wisłoka. V roce 2024 zde žilo 32 727 obyvatel.
V okolí města proběhla významná operace druhé světové války – bitva u Jasla. Patronem města je sv. Antonín z Padovy.

## Historie
První písemná zmínka o Jasłe se datuje k roku 1262. V roce 1365 mu byla přiznána městské práva. V roce 1900 navštívil město císař František Josef I.
18. února 1846 zde začala Haličská vzpoura. Během druhé světové války bylo Jasło z 97 % zničeno.

## Doprava
Jasło je železničním uzlem jihovýchodního Polska. Potkávají se tu vlaky směřující z východu ze Zagórza, ze západu ze Stróża, a ze severovýchodu z Rzeszowa. V minulosti význam tohoto uzlu významně upadl a nádražní budova je nefunkční, nicméně s renesancí železniční dopravy v Polsku frekvence vlaků stoupla. V Jasłe bylo velké autobusové nádraží PKS, bylo však zrušeno. Po městě zajišťují dopravu autobusy městské hromadné dopravy.

## Vzdělávání
Nachází se zde 4 základní školy, 5 městských škol, 3 všeobecná lycea, 5 středních škol, ZUŠ a gymnázium.

## Zdravotnictví
Ve městě se nachází okresní nemocnice a ordinace specializovaných lékařů.

## Průmysl
Na jižním okraji se nachází největší polská rafinérie vyrábějící maziva Flukar.

## Náboženství

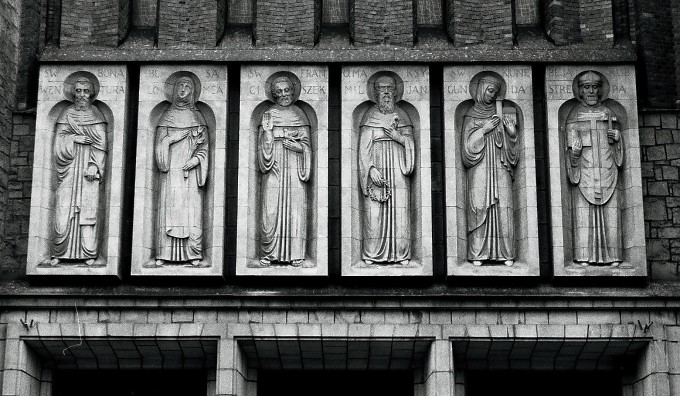
Fasáda kostela sv. Antonína Paduánského

Většina obyvatel se hlásí ke katolické církvi, dále zde jsou skupiny řeckých katolíků, protestantů (Laické domácí misijní hnutí, Letniční církev v Polsku) a Svědků Jehovových. Ve městě také sídlí nevelká židovská komunita.
Římskokatolická církev zde spravuje devět kostelů:
- Sv. Antonína Paduánského
- Krista Krále
- Dobrého Pastýře
- Matky Boží Královny světa
- Milosrdenství Božího
- Nejsvětějšího srdce Páně
- Sv. Stanislava
- Nanebevzetí P. Marie
- Matky Boží Čenstochovské

## Osobnosti
- Ignacy Łukasiewicz (1822–1882), chemik a lékárník, vynálezce petrolejové lampy
- Rudolf Weigl (1883–1957), biolog, objevitel očkovací látky proti skvrnitému tyfu
- Hugo Steinhaus (1887–1972), matematik
- Stanisław Zając (1949–2010), politik a právník

## Partnerská města
- Bardejov, Slovensko
- Camposampiero, Itálie
- Hodonín, Česko
- Makó, Maďarsko
- Praha 10, Česko
- Trebišov, Slovensko
- Truskavec, Ukrajina